# Strażnica KOP „Dumaryszki”

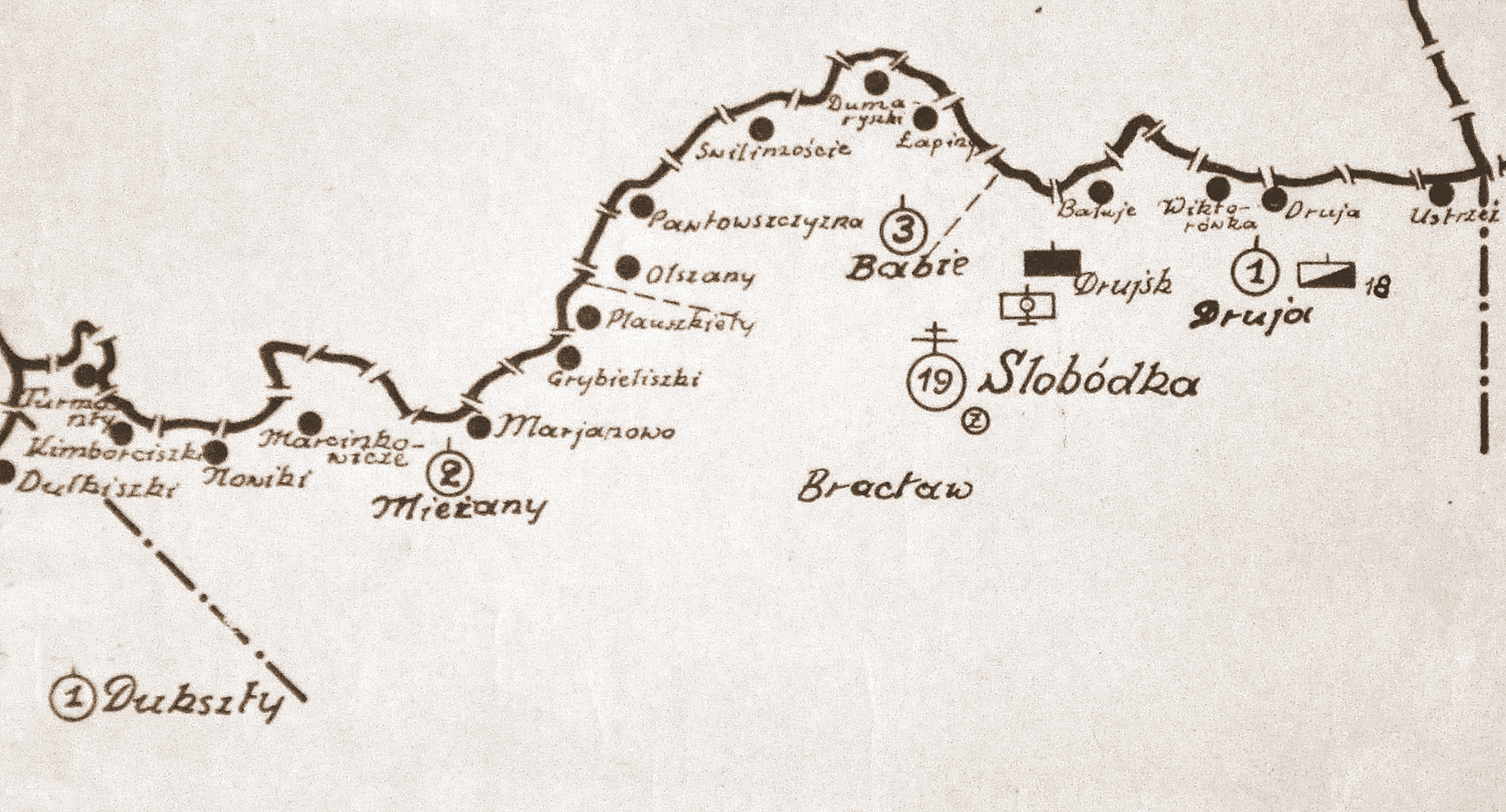
Rozmieszczenie batalionu KOP „Słobódka” w 1931

Strażnica KOP „Dumaryszki” – zasadnicza jednostka organizacyjna Korpusu Ochrony Pogranicza pełniąca służbę ochronną na granicy polsko-łotewskiej.

## Formowanie i zmiany organizacyjne
W 1926, w składzie Brygady KOP „Wilno”, został sformowany 19 batalion graniczny. W 1928 w skład batalionu wchodziło 12 strażnic. Strażnica KOP „Dumaryszki” w latach 1929–1939 znajdowała się w strukturze 3 kompanii KOP „Dundery”  batalionu KOP „Słobódka”z pułku KOP „Głębokie”. Strażnica liczyła około 18 żołnierzy i rozmieszczona była przy linii granicznej z zadaniem bezpośredniej ochrony granicy państwowej.
W 1932 obsada strażnicy zakwaterowana była w budynku prywatnym. Strażnicę z macierzystą kompanią łączyła droga polna długości 9 km.

## Służba graniczna
Podstawową jednostką taktyczną Korpusu Ochrony Pogranicza przeznaczoną do pełnienia służby ochronnej był batalion graniczny. Odcinek batalionu dzielił się na pododcinki kompanii, a te z kolei na pododcinki strażnic, które były „zasadniczymi jednostkami pełniącymi służbę ochronną”, w sile półplutonu. Służba ochronna pełniona była systemem zmiennym, polegającym na stałym patrolowaniu strefy nadgranicznej, wystawianiu posterunków alarmowych, obserwacyjnych i kontrolnych stałych, patrolowaniu i organizowaniu zasadzek w miejscach rozpoznanych jako niebezpieczne, kontrolowaniu dokumentów i zatrzymywaniu osób podejrzanych, a także utrzymywaniu ścisłej łączności między oddziałami i władzami administracyjnymi. Strażnice KOP stanowiły pierwszy rzut ugrupowania kordonowego Korpusu Ochrony Pogranicza.
Strażnica KOP „Dumaryszki” w 1932 ochraniała pododcinek granicy państwowej szerokości 9 kilometrów 520 metrów, a w 1938 pododcinek szerokości 9 kilometrów 576 metrów od słupa granicznego nr 36 do 47.
Sąsiednie strażnice:
- strażnica KOP „Pawłowszczyzna” ⇔ strażnica KOP „Łapiny” – 1929[2]
- strażnica KOP „Świlemieście” ⇔ strażnica KOP „Łapiny” – 1932[4], 1934[5]
- strażnica KOP „Świlemieście” ⇔ strażnica KOP „Berce” – 1938[6]